# Puumala
Puumala – gmina we wschodniej Finlandii, jest częścią regionu Sawonia Południowa.
Powierzchnia 1 237,92 km². 432,62 km² miasta stanowią jeziora. 
Liczba mieszkańców: 2727 (2008).

## Historia
Miasto założone w 1868.
Do roku 1995 miasto miało połączenie promowe. Aktualnie łączy je na stałe most Puumalansalmi o długości 781 m (czwarty co do długości most w Finlandii). Most jest dominującym elementem krajobrazu miasta.

## Zabytki i atrakcje
- drewniany most z 1832 roku
- bunkier Salpalinja z 1940 roku
- statek parowy Wenno (Vetehinen) zbudowany w 1907 roku
- most Puumalansalmi
- kana Kukonharju wybudowany przez Suworowa
- muzeum Saha